# André Paus
Andréas Gerardus Maria Paus, meglio noto come André Paus (Weerselo, 9 ottobre 1965), è un allenatore di calcio ed ex calciatore olandese, di ruolo difensore.